# Hiệp Gà
Dương Đức Hiệp (sinh ngày 15 tháng 12 năm 1977), thường được biết đến với nghệ danh Hiệp Gà là một nam diễn viên người Việt Nam.

## Tiểu sử
- Hiệp Gà sinh ra và lớn lên trong một gia đình thuần nông ở thôn Tiên Cầu, xã Hiệp Cường, huyện Kim Động, tỉnh Hưng Yên. Hiệp Gà là con ông Dương Đức Hiền và bà Trịnh Thị Mơ. Ông Dương Đức Hiền vốn là một thương binh thời kháng chiến chống Mỹ. Trong gia đình, Hiệp Gà là con lớn nhất, dưới anh còn 3 người em khác.
- Năm 1995, Hiệp Gà thi đỗ vào Trường Đại học Sân khấu và Điện ảnh Hà Nội. Vì gia đình đông con, nghèo khó nên trong những năm ăn học ở Hà Nội, có những lúc Hiệp Gà phải đi bốc vác thuê, đi làm xe ôm để lấy tiền ăn học.[1]

## Sự nghiệp
- Sau khi tốt nghiệp Đại học, Hiệp Gà được nhận vào Nhà hát Tuổi trẻ. Tại đây, anh bắt đầu được khán giả biết đến từ các vai diễn trong Gặp nhau cuối tuần và Gala Cười của Đài Truyền hình Việt Nam (VTV). Từ các chương trình này, Hiệp Gà nổi lên là một danh hài trẻ nổi bật ở miền Bắc.
- Tháng 04 năm 2005, Hiệp Gà thôi việc ở Nhà hát Tuổi trẻ do không giữ nghiêm được kỷ luật. Từ đây ,anh trở thành diễn viên tự do.[2]
- Sự nghiệp của Hiệp Gà bị gián đoạn khoảng 2 năm do anh phải đi tù vì dính líu đến ma túy. Sau khi ra trại, anh rất tích cực làm việc để được công chúng đón nhận trở lại và anh còn làm Phó Giám đốc chỉ đạo nghệ thuật của Công ty TNHH tổ chức biểu diễn nghệ thuật VTC có trụ sở ở 18 Thợ Nhuộm, Hà Nội. Công ty này do 3 người em của anh lập ra từ trước.

### Gala Cười
- Gala Cười 2003, đây là năm đầu tiên Gala Cười ra mắt với khán giả cả nước, Hiệp Gà là một trong 2 nghệ sĩ đạt giải Diễn viên trẻ triển vọng. Người còn lại là nghệ sĩ Việt Hương.[3]
- Gala Cười 2004, Hiệp Gà đã thành công hơn và giành 2 giải nhóm:
  - Tiểu phẩm Gậy ông đập lưng ông (cùng với vợ chồng NSƯT Chí Trung và Ngọc Huyền) là một trong 3 tiểu phẩm xuất sắc nhất do Ban giám khảo bình chọn.
  - Nhóm hài Hiệp Gà - Thu Hương - Thanh Dương là một trong 5 diễn viên hoặc nhóm hài được yêu thích nhất do khán giả bình chọn qua website www.gapnhaucuoituan.vietnamnet.vn, giải thưởng này do báo VietNamNet trao tặng.

### Táo quân
- Năm 2004, là năm đầu tiên anh xuất hiện trong Táo quân với vai Hiệp Gà trong bối cảnh ở hạ giới đang có dịch cúm gia cầm H5N1.[4]
- Năm 2009, anh tiếp tục quay lại với chương trình Táo quân trong vai Gia Cát Dự, với tên hiệu Đoán Toàn Sai. Vai Gia Cát Dự trong năm đó là đệ tử của Nam Tào và chỉ xuất hiện trong phần báo cáo của Táo Nông dân (nghệ sĩ Thành Trung đóng).
- Năm 2010, anh tiếp tục nhận vai Gia Cát Dự này trong chương trình Táo quân 2010. Không còn là một vai trò thứ yếu như Táo quân 2009, ở lần này người xem thấy một Gia Cát Dự có mặt ở hầu hết các sự kiện “nóng bỏng” trong buổi chầu cuối năm của các Táo.[5]
- Năm 2011, anh lại nhận vai mới là Táo quy hoạch với phần diễn xuất mang đầy phong cách “nghệ thuật sắp đặt đương đại” và rất ngẫu hứng. Tính đến hết Táo quân 2023, đây là lần cuối anh xuất hiện trong chương trình Táo quân của VTV.[6]
- Năm 2013, anh tham gia chương trình Táo quân của Đài Truyền hình Kỹ thuật số VTC với vai Bắc Đẩu. Đây là năm đầu tiên VTC sản xuất chương trình Táo quân với 01 tập duy nhất được phát vào ngày 23 tháng chạp năm Nhâm Thìn (ngày 03 tháng 02 năm 2013).[7]

Một số phim hài mà Hiệp Gà đã tham gia:
| Năm phát hành | Phim hài      | Nhân vật | Đạo diễn       | Chú thích     |
| ------------- | ------------- | -------- | -------------- | ------------- |
| 2010          | Cả ngố        | Cựa Còm  | Phạm Đông Hồng | [ 8 ] [ 9 ]   |
| 2011          | Bu thằng Bời  | Bời      | Phạm Đông Hồng |               |
| 2015          | Khóc hay cười | Hóng     | Phạm Đức Dũng  | [ 10 ] [ 11 ] |

## Đời tư
Hiệp gà là một nghệ sĩ có rất nhiều vụ lùm xùm trên báo chí (scandal) từ ma túy, tù tội đến dọa giết phóng viên hay đánh đu di tích,...

### Gia đình
- Về gia đình, Hiệp gà là người đa tình, Hiệp gà đã có 02 lần cưới vợ và đều đã chia tay cả hai. Sau đó, Hiệp gà từng có yêu một cô gái khác nhưng sau đó lại chia tay khi sắp làm đám cưới.[12]
- Người vợ đầu tiên của Hiệp gà là Nguyễn Thanh Quý, một người phụ nữ làm nghề cắt tóc quê ở thành phố Móng Cái, Quảng Ninh. Hai người lấy nhau từ năm 2003 đến ngày 27 tháng 05 năm 2009 thì ly hôn.[13] Sau khoảng 6 năm chung sống thì 2 người có 01 cô con gái là Dương Nguyễn Hân Huyền sinh năm 2005.
- Ngày 20 tháng 03 năm 2010, Hiệp gà tái hôn. Vợ hai của anh sinh năm 1986 và tên là Phan Thu Trang, đám cưới của 2 người đã diễn ra vào buổi trưa ngày 20 tháng 03 năm 2010 tại khách sạn Thắng Lợi, Hà Nội.[14][15] Đám cưới này diễn ra với sự chủ hôn của NSƯT Chí Trung.[16] Sau đó, do Hiệp gà vẫn còn bận lịch diễn cho Nhà hát Tuổi trẻ vào tối cùng ngày nên lễ đón dâu chính thức về Hưng Yên phải lùi đến sáng hôm sau, chủ nhật ngày 21 tháng 03. Sau đám cưới, hai vợ chồng Hiệp gà sống tại một căn nhà nhỏ tại quận Tây Hồ.[17] Sau này, Hiệp gà và Thu Trang cũng đã chia tay.

### Đi tù vì ma túy
- Ngày 27 tháng 04 năm 2007, Hiệp gà bị công an phường Phương Liên quận Đống Đa, thành phố Hà Nội bắt ở khu vực hồ Ba Mẫu vì tội tàng trữ ma túy.[2]
- Ngày 31 tháng 07 năm 2007, Hiệp gà bị Tòa án Nhân dân quận Đống Đa tuyên phạm tội tàng trữ trái phép chất ma túy, với hình phạt tròn 2 năm tù (24 tháng). Phiên xử mở tại trụ sở Ủy ban Nhân dân phường Phương Liên, nơi Hiệp gà tạm trú, chật kín người hâm mộ, bạn diễn và người dân xung quanh.[18] Hiệp gà được giam trong trại giam số 2 (trại giam Văn Hòa ở huyện Thường Tín).
- Dịp Quốc khánh 2/9 năm 2008, Hiệp gà được giảm án từ 24 tháng xuống còn 17 tháng do anh lao động cải tạo tốt, tích cực tham gia các hoạt động phong trào của trại.[19] Hiệp gà không những là bếp trưởng mà còn là bầu sô của nhóm ca sĩ "áo kẻ sọc". Đội văn nghệ của Hiệp gà đã dàn dựng được 9 chương trình, công diễn được 3 tiểu phẩm.[20]
- Ngày 27 tháng 09 năm 2008, Hiệp gà được trả lại tự do sau tròn 17 tháng thụ án. Sau đó, Hiệp gà đã cùng với nghệ sĩ Trà My và NSƯT Hán Văn Tình biểu diễn tiết mục "Gả chồng cho con" để chia tay trại.[19]
- Năm 2012, Hiệp gà lại bị tình nghi nằm trong đường dây sản xuất ma túy tổng hợp của Việt kiều Vũ Đình Hải do anh có quen biết và đã từng đến nhà của Việt kiều này.[21] Trong thời gian chưa được minh oan Hiệp gà lại bị báo chí đổ cho là anh dọa giết phóng viên sau khi anh phản hồi bài báo nói về việc mình có lui tới căn hộ vừa bị công an phát hiện là hang ổ sản xuất ma túy đá của Việt kiều Vũ Đình Hải. Bài báo đó viết như sau: Sau khi Báo Pháp luật Việt Nam đăng bài viết "Lởn vởn bóng dáng "Hiệp Gà" trong ổ sản xuất ma túy "đá", Hiệp "Gà" đã "tặng" cho phóng viên viết bài này một thái độ hằn học và một số lời lẽ sặc mùi "xã hội đen"...Hiệp gà buông lời tục tĩu và đe dọa phóng viên: "... Tao mà nhìn thấy thằng nào thì tao đấm chết mẹ chúng mày đấy!".[22][23] Sau đó, mãi đến cuối năm 2012 thì Hiệp gà mới được cơ quan điều tra minh oan là mình trong sạch.[24]

### Đánh đu di tích
- Chiều ngày 01 tháng 04 năm 2013, trên trang Facebook cá nhân của mình, Hiệp gà đã cập nhật một số bức ảnh về chuyến đi chơi ở tỉnh Hà Tĩnh của mình với tựa đề "10 cô gái Đồng Lộc... đánh em". Trong đó có một bức ảnh Hiệp gà tươi cười xoạc chân và đu lên một đầu của chiếc đòn gánh trong bức tượng mà anh cho là tượng đài 10 cô gái ở Ngã ba Đồng Lộc nhưng thực ra đó là tượng đài Xô Viết Nghệ Tĩnh tại ngã ba Nghèn thuộc thị trấn Nghèn, huyện Can Lộc, tỉnh Hà Tĩnh.[25]
- Ngay lập tức, những bức ảnh này đã khiến dư luận bức xúc và nhiều người đã lên tiếng chỉ trích dữ dội. Một số người hâm mộ đã có những bình luận chỉ trích như: "không thể chấp nhận được", "phản cảm rồi", "có lớn mà không có khôn"...[25] Sau đó, để tránh áp lực liên lạc từ giới báo chí nên Hiệp gà đã phải tắt máy di động.[26]